# Ciro I
Ciro I (em persa antigo: Kuruš) foi rei de Ansã de 600 a 580 a.C., segundo algumas fontes, ou, de 652 a 600 a.C., segundo outras. O seu nome em persa moderno é کوروش, enquanto em grego, foi denominado Κύρος.
Ciro foi um dos primeiros membros da dinastia aquemênida. Acredita-se que tenha sido neto do fundador Aquêmenes e filho de Teispes. Os filhos de Teispes dividiram o reino entre si após o falecimento do pai. Ciro reinou como rei de Ansã enquanto o seu irmão foi o rei Ariarâmenes da Pérsia.
A fixação cronológica deste evento é incerta. Isto se deve à sua sugerida, mas ainda debatida, identificação com o soberano conhecido como "Curas de Parsumas". Curas é primeiramente mencionado em 652 a.C.
Neste ano, Samassumauquim, rei da Babilônia (668–648 a.C.), revoltou-se contra seu irmão mais velho e senhor Assurbanípal (668–627 a.C.), rei da Assíria. Curas é mencionado no contexto de uma aliança militar com este. A guerra entre os dois irmãos terminou em 648 a.C., com a derrota e o suicídio de Samassumauquim.
Curas é novamente citado em 640 a.C. Neste ano Assurbanípal trabalhou para derrotar Elão e tornar-se senhor de diversos de seus antigos aliados. Curas aparentemente se encontrava entre estes. O seu filho mais velho, Arucu, foi enviado à Assíria para pagar tributo a este rei. Curas então parece desaparecer dos registros históricos. A sua sugerida identificação com Ciro poderá auxiliar a conectar a dinastia aquemênida com os principais eventos do século VII a.C.
Assurbanípal morreu em 627 a.C. e presumivelmente, Ciro continuou a pagar tributo a seus filhos e sucessores Assuretililani (r. 627–623 a.C.) e Sinsariscum (r. 623–612 a.C.). Ambos se opuseram devido a uma aliança liderada pelo rei medo Ciaxares (r. 625–585 a.C.) e Nabopolassar da Babilônia (626–605 a.C.). Em 612 a.C. os dois tentaram capturar Nínive, a capital assíria. Isto representou de fato o fim do Império Neoassírio embora os remanescentes do exército Assírio, sob o comando de Assurubalite II (r. 612–609 a.C.) tenham continuado a resistir a partir de Harã.
A Média e a Babilônia logo dividiram as terras previamente controladas pelos Assírios. Ansã aparentemente caiu sob o controle dos medos. Considera-se que Ciro terminou os seus dias como vassalo de Ciaxares ou de seu filho, Astíages (r. 585–550 a.C.). Ciro foi sucedido por seu filho, Cambises I. O seu neto viria a ser conhecido como Ciro, o Grande, fundador do Império Aquemênida.
Note-se que este cômputo de sua vida e reinado pode colocar as suas primeiras atividades mais de um século antes das do seu neto. Isso colocaria a sua paternidade de Cambises II em idade muito avançada. É questionado que Curas e Ciro sejam figuras distintas, de relação incerta entre si. O último pode então ter reinado no início do século VI a.C. e o seu reinado não ter sido marcado por eventos. Devido à atual falta de registros suficientes para este período histórico, permanece incerta qual seja a teoria mais próxima dos fatos.